# Sioulet
Der Sioulet ist ein Fluss in Frankreich, der im Département Puy-de-Dôme in der Region Auvergne-Rhône-Alpes verläuft. Sein Quellfluss entspringt unter dem Namen Perchade im Gemeindegebiet von Giat, ändert später nochmals seinen Namen auf Ruisseau de Feydeix und nimmt erst ab Zusammenfluss mit dem Petit Sioulet seinen endgültigen Namen an. Der Wasserlauf tendiert zunächst Richtung Ost, dreht dann aber auf Nordost und mündet nach rund 46 Kilometern an der Gemeindegrenze von Miremont und Saint-Jacques-d’Ambur im Stausee Retenue des Fades Besserves als linker Nebenfluss in die Sioule.

## Orte am Fluss
- Verneugheol
- Combrailles
- Pontaumur
- Miremont
- Saint-Jacques-d’Ambur